# Дженцано-ди-Рома
Дженцано-ди-Рома (итал. Genzano di Roma) — город в Италии с населением 23 714 человек в Метрополийном столичном городе Риме в области Лацио.
Плотность населения составляет 1 324,8 чел./км². Занимает площадь 17,9 км². Почтовый индекс — 045. Телефонный код — 06.
Покровителем населённого пункта считается San Tommaso da Villanova. Праздник ежегодно празднуется 18 сентября.